# Vertragsverletzungsverfahren
Ein Vertragsverletzungsverfahren ist ein Verfahren, mit dem die Europäische Kommission oder ein anderer Mitgliedstaat die Einhaltung des Rechts der Europäischen Union (EU-Rechts) durch einen Mitgliedstaat durchsetzen können. Nach einem Vorverfahren können sie dazu Klage beim Europäischen Gerichtshof (EuGH) erheben, der die Verletzung des Europarechts feststellt. Streitgegenstand kann hierbei die Verletzung primären und sekundären Unionsrechts sein.

## Klagebefugnis und Verfahrensablauf
Klagen wegen Vertragsverletzung können gemäß Art. 258 AEUV von der EU-Kommission oder gemäß Art. 259 AEUV von einem anderen Mitgliedstaat eingereicht werden. Verklagt können jeweils nur die Mitgliedstaaten werden.
Die Kommission hat mögliche Verstöße gegen das EU-Recht aufgrund eigener Untersuchungen oder aufgrund von Beschwerden festzustellen. Die Kommission kann ein förmliches Vertragsverletzungsverfahren einleiten, wenn ein EU-Staat einen mutmaßlichen Verstoß gegen das EU-Recht nicht behebt, zum Beispiel, wenn der Mitgliedstaat seine Gesetzgebung nicht oder nicht vollständig an eine Richtlinie anpasst. Die Kommission richtet ein Mahnschreiben oder ein Fristsetzungsschreiben an den jeweiligen Mitgliedstaat und fordert ihn zur Stellungnahme und zur Erteilung von Informationen auf. Der Mitgliedstaat muss innerhalb einer festgelegten Frist antworten. Ist die Kommission der Auffassung, dass der EU-Staat seinen Verpflichtungen nach dem EU-Recht nicht nachkommt, gibt die Kommission ihrerseits eine mit Gründen versehene Stellungnahme ab. Dieses ist zugleich die förmliche Aufforderung an den Mitgliedstaat, Übereinstimmung mit dem EU-Recht herzustellen. Die Kommission fordert den Mitgliedstaat zugleich auf, sie innerhalb einer festgelegten Frist über die getroffenen Maßnahmen zu unterrichten. Stellt der Mitgliedstaat dann immer noch keine Übereinstimmung mit dem EU-Recht her, kann die Kommission den Europäischen Gerichtshof mit dem Fall befassen.
Will ein Mitgliedstaat selbst ein Vertragsverletzungsverfahren einleiten, muss er zuerst eine Stellungnahme der Kommission einholen. Gemäß Art. 259 AEUV gibt sie den beteiligten Staaten zuvor Gelegenheit zu schriftlicher und mündlicher Äußerung in einem kontradiktorischen Verfahren. Gibt die Kommission nicht binnen dreier Monate eine Stellungnahme ab, kann der Mitgliedstaat die Klage erheben, ohne diese abzuwarten.
Der Europäische Gerichtshof prüft, ob ein objektiv vertragswidriges Verhalten seitens eines Mitgliedstaates vorliegt.

## Wirkung des Urteils
Stellt der Europäische Gerichtshof fest, dass der beklagte Mitgliedstaat tatsächlich gegen EU-Recht verstoßen hat, muss dieser Maßnahmen treffen, um dem Urteil des Europäischen Gerichtshofs Folge zu leisten. Konkret schreibt Art. 260 Abs. 1 AEUV vor:

## Sanktionen
Leistet dieser Mitgliedstaat dem Urteil des Europäischen Gerichtshofs nicht Folge, kann die Kommission den Europäischen Gerichtshof gemäß Art. 260 Abs. 2 AEUV den Europäischen Gerichtshof ein zweites Mal anrufen, damit dieser Sanktionen gegen den betreffenden Mitgliedstaat verhängt. Die Kommission schlägt finanzielle Sanktionen (Zwangsgelder oder Pauschalbeträge) vor, der Europäische Gerichtshof hat jedoch bei der Bestimmung der Höhe der Sanktionen einen weiten Spielraum. Er berücksichtigt, welche Bedeutung die verletzten Vorschriften haben. Ferner spielt eine Rolle, inwieweit das Gemeinwohl oder die Interessen Einzelner durch den Verstoß beeinträchtigt werden, über welchen Zeitraum die betreffende Vorschrift nicht angewendet wurde und ob der betreffende Mitgliedstaat in der Lage ist, die Sanktionen zu bezahlen.
Nur dann, wenn ein Vertragsverletzungsverfahren deshalb eingeleitet wird, weil ein Mitgliedstaat die von ihm gesetzten Maßnahmen zur Umsetzung einer gemäß einem Gesetzgebungsverfahren erlassenen EU-Richtlinien nicht vorschriftsgemäß der Kommission mitgeteilt hat, kann die Kommission bereits in der ersten Klage die Verhängung einer finanziellen Sanktion beantragen (Art. 260 Abs. 3 AEUV).

## Praktische Bedeutung
In der Praxis sind die von der Kommission angedrohten oder beantragten Vertragsverletzungsverfahren von besonderer Bedeutung für die Sicherung der Einhaltung des Gemeinschaftsrechts durch die Mitgliedstaaten. In keinem anderen Bereich besitzt die Kommission eine derartige Macht und Unabhängigkeit gegenüber den Mitgliedstaaten. Die ebenfalls klagebefugten Mitgliedstaaten nehmen das ihnen in Art. 259 AEUV zugestandene Recht, Vertragsverletzungsverfahren gegen andere Mitgliedstaaten einzuleiten, hingegen nur sehr selten wahr. In den Jahren 2018 bis 2022 wurden insgesamt 167 Vertragsverletzungsverfahren eingeleitet, die meisten davon gegen Spanien (16), Italien (15), Ungarn (13), Polen (13) und Österreich (11).

## Einzelne Staaten

### Deutschland
Ein Vertragsverletzungsverfahren gegen Deutschland wegen einer Entscheidung des Bundesverfassungsgerichts zur Problematik der Wertpapierkaufprogramme des Eurosystems wurde im Dezember 2021 eingestellt, weil die Bundesrepublik förmlich erklärt habe, den Vorrang und die Autonomie des Unionsrechts anzuerkennen. Zudem habe Deutschland zugesagt, die Autorität des Europäischen Gerichtshofs (EuGH) anzuerkennen, dessen Urteile endgültig und verbindlich seien. Auch habe sich die Bundesregierung verpflichtet, alle ihr zur Verfügung stehenden Mittel zu nutzen, um weitere Ultra-vires-Entscheidungen des Bundesverfassungsgerichts zu vermeiden.

### Österreich
Nachdem die österreichische Regierung bei der Umsetzung der EU-Richtlinie 2019/1937 zum Schutz von Hinweisgebern (Whistleblowern) säumig sei, wurde von der Europäischen Kommission ein Vertragsverletzungsverfahren gegen Österreich eingeleitet. Die Richtlinie hätte bis spätestens 17. Dezember 2021 umgesetzt werden müssen.
Weil Österreich die EU-Richtlinie über das Recht auf Zugang zu einem Rechtsbeistand und auf Kommunikation während des Freiheitsentzugs nicht ordnungsgemäß umgesetzt habe, wurde im Juli 2023 ein Verfahren eröffnet. Im Oktober 2023 leitete die EU-Kommission zwei Vertragsverletzungsverfahren wegen der vollständigen Umsetzung der EU-Vorschriften über Verfahrensgarantien für Kinder in Strafverfahren sowie der Umsetzung einer überarbeiteten Richtlinie über ein Sicherheitsmanagement für Straßenverkehrsinfrastruktur ein.
Im Sommer 2024 konnte Österreich trotz wiederholter Aufforderung keinen nationalen Klima- und Energieplan (NEKP) fristgerecht einreichen. Insgesamt seien zu diesem Zeitpunkt 53 Vertragsverletzungsverfahren gegen Österreich anhängig gewesen.

### Polen
Die Verfassungskrise in Polen begann im Herbst des Jahres 2015 mit der zweifachen Wahl von je fünf Verfassungsrichtern durch die 7. und 8. Legislaturperiode des polnischen Parlaments. Infolgedessen verabschiedete der PiS-dominierte Sejm zwischen November 2015 und Dezember 2016 sechs Gesetze über die Arbeitsweise des Verfassungsgerichtshofes.
2018 wurde eine Disziplinarkammer am Verfassungsgerichtshof eingerichtet, die jeden Richter oder Staatsanwalt entlassen kann; dies hat das politische System Polens erheblich verändert. Die Krise war ein Entstehungsgrund für die Protestbewegung Komitee zur Verteidigung der Demokratie (polnisch Komitet Obrony Demokracji). Der EuGH urteilte Mitte Juli 2021, dass Polen mit seinem System zur Disziplinierung von Richtern europäisches Recht verletze. Das System biete nicht alle Garantien für die Unabhängigkeit und Unparteilichkeit innerhalb des politischen Systems.
Die politische Brisanz, die Vertragsverletzungsverfahren entfalten können, zeigte sich im Jahr 2021 vor allem in dem gegen Polen geführten Verfahren. Es geht dabei vor allem um die Gefährdung der richterlichen Unabhängigkeit. Die EU-Kommission forderte Polen am 20. Juli 2021 auf, ein EuGH-Urteil zu seiner Justizreform bis Mitte August 2021 umzusetzen. Andernfalls drohten finanzielle Sanktionen. Nachdem die polnische Regierung sich weiterhin weigert, das EuGH-Urteil umzusetzen, verurteilte der Gerichtshof das Land am 27. Oktober 2021 zur Zahlung eines täglichen Zwangsgeldes in Höhe von einer Million Euro.

### Ungarn
Im Durchschnitt wurden jedes Jahr 45 Vertragsverletzungsverfahren gegen Ungarn eingeleitet, von denen durchschnittlich zehn die zweite Stufe erreichten und durchschnittlich zwei vor dem Gerichtshof anhängig gemacht wurden. Weitere bekannte Rechtssachen, die dem Gerichtshof vorgelegt wurden:
- Im Jahr 2012 wurden zwei Verfahren wegen Verletzung der Unabhängigkeit der Datenschutzbehörde[26] eröffnet. Das eine Verfahren hatte seine Ursache in der Zwangspensionierung von Richtern und Staatsanwälten, das andere in der vorzeitigen Beendigung der Amtszeit des Datenschutzbeauftragten András Jóri[27]. Der Gerichtshof gab den beiden Klagen der Kommission in den Jahren 2012 und 2014 statt. Im Jahr 2013 änderte das Parlament allerdings zwischenzeitlich das Gesetz über die Pensionierung von Richtern und Staatsanwälten, weswegen die Kommission das Verfahren insoweit abschloss, deshalb konnte die vorzeitige Absetzung von András Jóri durch das Urteil nicht korrigiert werden.

- In den Jahren 2015 und 2018 wurden aufgrund von Änderungen der Asylregeln mehrere Verfahren eröffnet, darunter im Jahr 2015 das Verfahren betreffend die „Legal Border Closure“[28] sowie im Jahr 2018 das Verfahren betreffend das „Stop Soros-Paket“.[29] Der Klage der Kommission betreffend die „Legal Border Closure“ gab das Gericht statt, das Verfahren betreffend das „Stop Soros-Paket“ ist noch zur Entscheidung offen.

- Im Jahr 2017 eröffnete die Europäische Kommission ein Vertragsverletzungsverfahren wegen der Weigerung, Flüchtlinge, die in Griechenland und Italien den Schengen-Raum betreten hatten, in Ungarn, der Tschechischen Republik und Polen aufzunehmen. Im Jahr 2020 gab das Gericht der Klage der Kommission statt.[30]

- Im Jahr 2017 wurden Verfahren wegen der Änderung des Hochschulgesetzes (lex CEU)[31] und des Gesetzes über die Transparenz von Organisationen, die aus dem Ausland unterstützt werden, eingeleitet. In beiden Rechtssachen gab der Gerichtshof der Klage der Kommission statt. Allerdings waren die meisten Aktivitäten der Central European University (CEU) in Budapest ab September 2019 unmöglich und wurden nach Wien verlegt, was das Urteil nicht korrigieren konnte.
- Im Jahr 2023 wurde wegen der Freilassung hunderter inhaftierter Flüchtlingsschlepper ein Vertragsverletzungsverfahren gegen Ungarn eingeleitet.[32]